# Polystachya heckeliana
Polystachya heckeliana är en orkidéart som beskrevs av Rudolf Schlechter. Polystachya heckeliana ingår i släktet Polystachya och familjen orkidéer. Inga underarter finns listade i Catalogue of Life.